# Apple Studio Display
Apple Studio Display (стилізовано та продаються як Studio Display) — 27-дюймовий плаский комп'ютерний монітор, що був розроблений і продавався компанією Apple Inc. Його було презентовано в березні 2022 року на медіа-заході Apple разом із настільним компʼютером Mac Studio. Це монітор у лінійці Apple розташований нижче професійного монітора Pro Display XDR.

## Огляд
Studio Display — це перший споживчий дисплей під брендом Apple, випущений після припинення виробництва Apple Thunderbolt Display у 2016 році.
Монітор оснащений 27-дюймовою панеллю 5K із LED-підсвічуванням 600 ніт і роздільною здатністю 5120x2880 при щільності 218 пікселів на дюйм, що схожа на панель у схваленому Apple дисплеї LG UltraFine і 27-дюймовому iMac, що знятий з виробництва. Панель також підтримує розширену колірна гама  P3 і технологію True Tone. Монітор не підтримує HDR-контент. Він також має систему із шести динаміків, включно з низькочастотними із пригніченням резонансу, які підтримують просторове аудіо та Dolby Atmos, і систему із трьох мікрофонів, яка підтримує команду «Hey Siri». На задній панелі монітора є порт Thunderbolt 3, який забезпечує потужність живлення до 96 Вт для заряджання MacBook, і три порти USB-C.
Studio Display працює на базі системи на чипі Apple A13 для забезпечення належної роюоти аудіо та обробки даних вебкамери. Вбудована вебкамера підтримує функцію центрування в кадрі, що була представлена в iPad Pro (5-го покоління), яка точно визначає положення користувачів і автоматично відстежує їх таким чином, щоб центрувати їх у перспективі.
Studio Display постачається з трьома варіантами кріплення: підставка з регулюванням нахилу, підставка з регулюванням нахилу та висоти, подібна до Pro Display XDR, і кріплення VESA Mount. Кріплення вбудовані в дисплей і не є взаємозамінними. Як і Pro Display XDR, його також можна обрати у конфігурації з лазерно-витравленою нанотекстурною обробкою скла, щоб зменшити відблиски.
Apple Studio Display отримує основне живлення через власний кабель довжиною 1,8 м, який вимагає спеціального інструменту для від’єднання.
У комплект поставки дисплея входить кабель Apple Thunderbolt 3 довжиною 1 м. Apple окремо продає кабелі Apple Thunderbolt 4 Pro довжиною 1,8 м і 3 м.
Крім того, Apple Studio Display підтримує DisplayPort 1.4 з Display Stream Compression 1.2 (DSC). Чип Apple A13 підключається до контролера Thunderbolt 3 через USB 2.0 (480 Мб/с).

## Сумісність
Studio Display сумісний з усіма комп'ютерами Mac із Thunderbolt 3 та macOS Monterey 12.3 або пізнішої версії:
- MacBook Pro: 2016 або пізніше
- MacBook Air: 2018 або пізніше
- Mac mini: 2018 або пізніше
- iMac: 2017 або пізніше
- iMac Pro
- Mac Pro: 2019 або пізніше
- Mac Studio

Studio Display працює з іншими системами, які підтримують DisplayPort, включаючи системи на базі Windows, але лише підтримувані комп'ютери Mac мають доступ до інших функцій, окрім роботи у форматі монітора.
Він також сумісний з наступними iPad на базі операційної системи iPadOS 15.4 і новіших версій:
- iPad Pro (3-го покоління) або новіший
- iPad Air (5-го покоління)

## Характеристики
|                                 |                        | Studio Display | Studio Display | Studio Display |
| ------------------------------- | ---------------------- | --- | --- | --- |
| Життєвий цикл                   | Анонсовано             | 8 березня 2022 | 8 березня 2022 | 8 березня 2022 |
| Життєвий цикл                   | Випущено               | 18 березня 2022 | 18 березня 2022 | 18 березня 2022 |
| Життєвий цикл                   | Знято з виробництва    | Ще у виробництві | Ще у виробництві | Ще у виробництві |
| Життєвий цикл                   | Не підтримується       | Все ще підтримується | Все ще підтримується | Все ще підтримується |
| Номер(и) моделі                 | Номер(и) моделі        | MK0U3 | MK0U3 | MK0U3 |
| Відео                           | Дисплей                | 27-дюймовий, LCD-дисплей з активною матрицею TFT IPS, екран із глянцевим склом або скляною нанотекстурою, роздільна здатність 5K (5120×2880), LED, технологія True Tone | 27-дюймовий, LCD-дисплей з активною матрицею TFT IPS, екран із глянцевим склом або скляною нанотекстурою, роздільна здатність 5K (5120×2880), LED, технологія True Tone | 27-дюймовий, LCD-дисплей з активною матрицею TFT IPS, екран із глянцевим склом або скляною нанотекстурою, роздільна здатність 5K (5120×2880), LED, технологія True Tone |
| Відео                           | Співвідношення сторін  | 16:9 (широкоформатний) | 16:9 (широкоформатний) | 16:9 (широкоформатний) |
| Відео                           | Щільність пікселів     | 218 пікселів на дюйм | 218 пікселів на дюйм | 218 пікселів на дюйм |
| Відео                           | Частота оновлення      | 47,95 Гц (48000/1001), 48,00 Гц, 50,00 Гц, 59,94 Гц (60000/1001), 60,00 Гц                                                                                              | 47,95 Гц (48000/1001), 48,00 Гц, 50,00 Гц, 59,94 Гц (60000/1001), 60,00 Гц                                                                                              | 47,95 Гц (48000/1001), 48,00 Гц, 50,00 Гц, 59,94 Гц (60000/1001), 60,00 Гц                                                                                              |
| Відео                           | Кольори                | Розширена колірна гама (P3), 10-бітна глибина для передачі 1,073 мільярда кольорів                                                                                      | Розширена колірна гама (P3), 10-бітна глибина для передачі 1,073 мільярда кольорів                                                                                      | Розширена колірна гама (P3), 10-бітна глибина для передачі 1,073 мільярда кольорів                                                                                      |
| Відео                           | Яскравість             | 600 ніт | 600 ніт | 600 ніт |
| Система на чипі                 | Система на чипі        | Apple A13 | Apple A13 | Apple A13 |
| Введення/ Виведення             | Камера                 | 12-мегапіксельна ультраширока камера з кутом огляду 122°, що підтримує центрування в кадрі                                                                              | 12-мегапіксельна ультраширока камера з кутом огляду 122°, що підтримує центрування в кадрі                                                                              | 12-мегапіксельна ультраширока камера з кутом огляду 122°, що підтримує центрування в кадрі                                                                              |
| Введення/ Виведення             | Динаміки               | Високоякісна систему із шести динаміків, включно з низькочастотними із пригніченням резонансу, яка підтримує просторове аудіо та Dolby Atmos                            | Високоякісна систему із шести динаміків, включно з низькочастотними із пригніченням резонансу, яка підтримує просторове аудіо та Dolby Atmos                            | Високоякісна систему із шести динаміків, включно з низькочастотними із пригніченням резонансу, яка підтримує просторове аудіо та Dolby Atmos                            |
| Введення/ Виведення             | Мікрофон               | Система із трьох мікрофонів студійної якості з високим співвідношенням сигнал/шум і спрямованим формуванням променя та підтримкою команди «Hey Siri»                    | Система із трьох мікрофонів студійної якості з високим співвідношенням сигнал/шум і спрямованим формуванням променя та підтримкою команди «Hey Siri»                    | Система із трьох мікрофонів студійної якості з високим співвідношенням сигнал/шум і спрямованим формуванням променя та підтримкою команди «Hey Siri»                    |
| Вхідна потужність               | Вхідна потужність      | 100-240 В змінний струм 50–60 Гц | 100-240 В змінний струм 50–60 Гц | 100-240 В змінний струм 50–60 Гц |
| Матеріал                        | Матеріал               | Алюмінієва рама і скляна передня частина | Алюмінієва рама і скляна передня частина | Алюмінієва рама і скляна передня частина |
| Кабелі та периферійні з'єднання | Кабелі                 | Кабель живлення | Кабель живлення | Кабель живлення |
| Кабелі та периферійні з'єднання | Можливості підключення | 3× порти USB-C (10Гб/с) для заряджання або синхронізації 1× порт Thunderbolt 3 (USB-C) потужністю 96 Вт                                                                 | 3× порти USB-C (10Гб/с) для заряджання або синхронізації 1× порт Thunderbolt 3 (USB-C) потужністю 96 Вт                                                                 | 3× порти USB-C (10Гб/с) для заряджання або синхронізації 1× порт Thunderbolt 3 (USB-C) потужністю 96 Вт                                                                 |
| Варіанти монтажу                | Варіанти монтажу       | Підставка з регулюванням нахилу | Підставка з регулюванням нахилу та висоти | Адаптер VESA Mount |
| Розміри                         | Висота                 | 47,9 см | 58,3 см – 47,9 см | 36,3 см |
| Розміри                         | Ширина × Глибина       | 62,3 см × 3,1 см | 62,3 см × 3,1 см | 62,3 см × 3,1 см |
| Вага                            | Вага                   | 6,3 кг | 7,7 кг | 5,5 кг |